# Adrian Metcalfe
Adrian Peter Metcalfe (Bradford, 2 marzo 1942 – 2 luglio 2021) è stato un velocista britannico, specializzato nei 400 metri piani.

## Palmarès
- Giochi olimpici

Tokyo 1964: argento nella staffetta 4×400 metri.